# Remixed & Revisited
Remixed & Revisited este o compilație de remixuri a cântăreței de origine americană Madonna și lansată pe 24 noiembrie 2003 de Maverick Records. Albumul conține patru cântece remixate de pe albumul din 2003, American Life, un cântec nelansat anterior, "Your Honesty", înregistrat inițial pentru albumul din 1994, Bedtime Stories, interpretarea live a cântecelor "Like a Virgin"/"Hollywood" de la premiile MTV din 2003, precum și un remix pentru hitul din 1985 al acesteia, "Into the Groove". Lansarea a avut parte de un succes critic și comercial mixt, atingând locul 115 în Billboard 200, "Your Honesty" fiind adesea singura compoziție ce a primti recenzii pozitive.